# Эрколе II д’Эсте
Эрколе II д’Эсте (итал. Ercole II d'Este; 5 апреля 1508 — 3 октября 1559, Феррара) — герцог Феррары, Модены и Реджо (1534 — 1559). Старший сын Альфонсо I д’Эсте и Лукреции Борджиа.

## Биография
По материнской линии Эрколе II приходился внуком Папе Александру VI, племянником Чезаре Борджиа и кузеном Франсиско Борджиа. По отцовской линии был племянником Изабеллы д’Эсте («первой дамы эпохи Ренессанса») и кардинала Ипполито I д’Эсте.
Эрколе II во многом продолжил политику отца, лавируя между могущественными европейскими державами. Чтобы упрочить свои отношения с Францией, он 28 мая 1528 года женился на Рене Французской, младшей дочери короля Людовика XII и Анны Бретонской. Однако лишь только став герцогом (в октябре 1534 года), Эрколе II поторопился избавиться от французов при дворе, посчитав их чересчур влиятельными и совершающими непомерно большие траты. Кроме как от французов Эрколе II пришлось избавлять свой двор и от еретиков; сильное давление на него оказывала Римская курия. Дело в том, что Рене, жена герцога, покровительствовала сторонникам реформации. Она приглашала ко двору известных деятелей протестантского движения из Италии, Франции, Германии и Женевы. Среди её секретарей служили некоторое время Лион Жаме и Клеман Маро, а в 1536 году в Ферраре побывал Жан Кальвин.
Подобное поведение герцогского семейства возмутило католиков, и в 1554 году Генрих II посылает в Феррару великого инквизитора Франции. Эрколе все обвинения в ереси относит к своей жене, и вскоре Рене оказывается в тюрьме. Формально порвав с протестантизмом, она выходит на свободу, но, так или иначе, под гнётом Римской курии, протестанты были изгнаны из Феррары, а герцогиня скрытно продолжила свою деятельность.
Во внешней политике, особенно когда дело касалось войн, Эрколе II действовал вяло и неохотно, отличаясь миролюбием. Так, сначала выступив на стороне германского императора Карла V, Эрколе II, после отречения последнего, примкнул к коалиции папы Пия IV и короля французского Генриха II против Испании (1556). В 1558 году, однако, он заключил сепаратный мир с врагами.
Эрколе II был видным меценатом и покровителем искусств. Для герцога приезжали и работали такие знаменитые живописцы и скульпторы, как Тициан, Джулио Романо, Пеллегрино Тибальди, Сансовино и Бернардо Тассо; расцветало производство художественных ковров и обоев; устраивались гремевшие на всю Италию празднества (приём папы Павла III в 1543 году). Эрколе дал тщательное воспитание своим талантливым дочерям, Лукреции и Элеоноре. Еще более чем он сам, прилагал усилия к поддержанию литературного и художественного движения младший брат его Ипполито II (впоследствии кардинал), известный строительством виллы д’Эсте в Тиволи.

## Брак и дети
Жена — Рене Французская (25 октября 1510 — 12 июня 1575), дочь короля Франции Людовика XII и Анны Бретонской. Пять детей:
- Анна, герцогиня де Гиз (16 ноября 1531, Феррара — 17 мая 1607, Париж), была замужем два раза: за Франсуа, герцогом де Гизом и Жаком Савойским, герцогом Немурским;
- Альфонсо II, герцог Феррары, Модены и Реджо (22 ноября 1533, Феррара — 27 октября 1597, Феррара), был женат три раза, но все браки остались бездетными;
- Лукреция, герцогиня Урбинская (16 декабря 1535 — 1598, супруга Франческо Мария II делла Ровере, герцога Урбино;
- Элеонора (1537 — 1581);
- Луиджи (1538, Ареццо — 30 декабря 1586, Монтеджордано), кардинал

## Родословная Эрколе II д’Эсте
| Эрколе II д’Эсте, герцог Феррары, Модены и Реджио | Отец: Альфонсо I д'Эсте, герцог Феррары, Модены и Реджио (1476—1534) | Дед: Эрколе I д'Эсте, герцог Феррары, Модены и Реджио (1383—1441) | Прадед: Никколо III д'Эсте, сеньор Модены (1383—1441)               |
| Эрколе II д’Эсте, герцог Феррары, Модены и Реджио | Отец: Альфонсо I д'Эсте, герцог Феррары, Модены и Реджио (1476—1534) | Дед: Эрколе I д'Эсте, герцог Феррары, Модены и Реджио (1383—1441) | Прабабка: Риччиарда ди Салюццо, (ум.1474)                           |
| Эрколе II д’Эсте, герцог Феррары, Модены и Реджио | Отец: Альфонсо I д'Эсте, герцог Феррары, Модены и Реджио (1476—1534) | Бабка: Элеонора Арагонская (ум. 1493)                             | Прадед: Фернандо I Неаполитанский (1423—1494)                       |
| Эрколе II д’Эсте, герцог Феррары, Модены и Реджио | Отец: Альфонсо I д'Эсте, герцог Феррары, Модены и Реджио (1476—1534) | Бабка: Элеонора Арагонская (ум. 1493)                             | Прабабка: Изабелла Клермон-Лодеви, принцесса ди Таранто (1424—1465) |
| Эрколе II д’Эсте, герцог Феррары, Модены и Реджио | Мать: Лукреция Борджиа (1480—1519)                                   | Дед: Александр VI, папа римский (1431—1503)                       | Прадед: Жофре Льансоль де Боржа (1390—1437)                         |
| Эрколе II д’Эсте, герцог Феррары, Модены и Реджио | Мать: Лукреция Борджиа (1480—1519)                                   | Дед: Александр VI, папа римский (1431—1503)                       | Прабабка: Изабелла де Боржа (ум. 1468)                              |
| Эрколе II д’Эсте, герцог Феррары, Модены и Реджио | Мать: Лукреция Борджиа (1480—1519)                                   | Бабка: Ванноцца деи Каттанеи, графиня деи Каттанеи (1442—1518)    | Прадед: Якопо Джакомо де Кандия                                     |
| Эрколе II д’Эсте, герцог Феррары, Модены и Реджио | Мать: Лукреция Борджиа (1480—1519)                                   | Бабка: Ванноцца деи Каттанеи, графиня деи Каттанеи (1442—1518)    | Прабабка: Менчия                                                    |